# Беовульф (фильм, 1999)
«Беовульф» (англ. Beowulf) — фантастический постапокалиптический фильм 1999 года с Кристофером Ламбертом в главной роли. Фентезийное переложение классической англосаксонской эпической поэмы VIII века «Беовульф».
В российском прокате название фильма получило нелепый перевод «Биоволк».

## Сюжет
Действие в фильме перенесено в будущее, когда после ядерного катаклизма население Земли впало в средневековье. Персонажи курят сигареты, носят очки, пользуются такими вещами, как зажигалка, застежка-молния и телескоп с инфракрасным наведением, однако уклад их жизни является феодальным строем. Место действия фильма — форпост, замок в постиндустриальном стиле, который защищает границы безымянного государства. В замке каждую ночь появляется неизвестное чудовище, которое убивает жителей замка по одному. Жители замка встревожены и напуганы. Попытки Хродгара (Оливер Коттон), который является пограничным лордом и владельцем форпоста, уничтожить зверя не приносят успеха. Зверь несколько раз мог бы убить Хродгара, но никогда не нападал на него. Когда Хродгар командует чудовищу «Дерись со мной», оно в ответ всегда произносит одну и ту же фразу «Не с тобой», и исчезает.
Пробившись через осаждающие форпост войска, которые окружили замок и никого не впускают и не выпускают, чтобы зло не распространилось оттуда в государство, главный герой по имени Беовульф (Кристофер Ламберт) прибывает в замок и предлагает свою помощь. Утверждения Беовульфа о том, что он может справиться с монстром, были восприняты жителями замка с сомнением. Военачальник Роланд (Гёц Отто) с недоверием относится к нему и хочет послать его обратно. Но Хродгар приказывает принять Беовульфа.

Существо, в которое превратилась женщина-демон

У Хродгара есть дочь Кайра, вдова. Она подозревает, что Беовульф был послан родственниками её мужа, чтобы отомстить. Но Беовульф развеивает все сомнения. Роланд, ревнующий Кайру к Беовульфу, вызывает его на бой. Беовульф, использовав несколько приемов, показывает свое превосходство над Роландом и останавливает бой, не став его травмировать.
Происходит первое сражение Беовульфа с чудовищем. Беовульф ранит зверя, но и сам получает тяжелое ранение. Кайра ухаживает за ним, опасаясь, что он умрет. Но раны, смертельные для обычного человека, на его теле быстро заживают. Роланд, давно влюбленный в Кайру, делает признание, но Кайра ему не отвечает.

Беовульф готовится ко второму сражению. Для этого он просит Уила, племянника мастера-оружейника, занявшего его должность, создать ему приспособление, которое он будет использовать против монстра — цестус с раскладным лезвием. Происходит второй бой и Беовульф отрезает чудовищу руку. Замок празднует победу. Кайра, восхищенная Беовульфом, открывает ему свои чувства, Беовульф отвечает на её любовь. Позже он рассказывает ей о своей судьбе. Он, рожденный от отца-демона Баала и матери-человека, теперь путешествует, уничтожая зло, чтобы самому не стать злом. Происхождение от демона делает его невероятно сильным. 

Вооруженный Беовульф

 В это время в замке происходит нечто ужасное. Кайра и её отец, который отлучился позвать Кайру на пир, обнаруживают всех пирующих жестоко убитыми. Появляется женщина, древнее существо, которое жило на этой земле ещё до того, как здесь был построен форпост. Она рассказывает, что чудовище являлся её сыном от Хротгара, получеловеком-полудемоном по имени Грендель. Несколько лет назад лорд изменил своей жене с этой женщиной, не зная, кто она. Жена не вынесла измены и бросилась с высокой стены, и вот теперь, спустя много лет, начались эти убийства. Обозленный Хродгар нападает на свою бывшую любовницу, но появляется Грендель и убивает его. Беовульф убивает Гренделя, а затем сражается с его матерью, принявшей свой истинный облик. Беовульф ранит её оружием, а затем открывает вентиль, откуда вырывается огонь. Огонь поглощает существо, а затем и весь замок. Беовульф и Кайра убегают из разваливающегося замка. Кайра решает присоединиться к Беовульфу и следовать дальше с ним.

## В ролях
- Кристофер Ламберт — Беовульф
- Рона Митра — Кайра
- Оливер Коттон / англ. Oliver Cotton — Хродгар
- Гёц Отто — Роланд
- Винсент Хэммонд — Грендель
- Чарльз Робинсон / англ. Charles Robinson — мастер-оружейник
- Брент Джефферсон Лоу — Уил
- Роджер Сломэн / англ. Roger Sloman — Карл
- Лэйла Робертс / англ. Layla Roberts — мать Гренделя
- Патрисия Веласкес — Пендра

## Саундтрек
- Jonathan Sloate — «Beowulf»
- Front 242 — «Religion» (Bass under siege mix by The Prodigy)
- Pig — «No One Gets out of Her Alive, Jump the Gun» (Instrumental)
- Gravity Kills — «Guilty» (Juno Reactor remix)
- Juno Reactor — «God is God»
- Fear Factory — «Cyberdyne»
- Laughing US — «Universe»
- KMFDM — «Witness»
- Lunatic Calm — «The Sound»
- Junkie XL — «Def Beat»
- Urban Voodoo — «Ego Box»
- 2wo — «Stutter Kiss»
- Spirit Feel — «Unfolding Towards the Light»
- Mindfeel — «Cranium Heads Out»
- Frontside — «Dammerung»
- Praga Khan — «Luv u Still»
- Anthrax — «Giving the Horns»
- Monster Magnet — «Lord 13»

## Съёмки
Съёмки картины происходили в Румынии.

## Отзывы и критика
Как сказал Ричард Джинман из The Guardian, фильм «Беовульф» (вместе с фильмом «Тринадцатый воин») не смог впечатлить критиков и публику. На сайтах imdb.com и rottentomatoes.com «Беовульф» не набрал и 4 баллов по 10-балльной шкале.
Джеймс О’Эли, главный критик интернет-журнала «Sci-Fi Movie Page», поставил за фильм одну звезду из четырёх. Его позицию выражают слова: «Сценарий плохой, диалоги хромают, актёрская игра бедная, и я видел лучшие спец-эффекты в Зена — королева воинов» (англ. The story is bad, the dialogue clunkers, the acting poor and I've seen better special effects in your average episode of Xena - Warrior Princess). Критик находит в фильме ошибки и анахронизмы. Так, в системе оповещения каким-то образом используется электричество, но оно не используется для освещения. По дыханию актёров можно подумать что на улице холодно, но Кайра ходит с открытым бюстом на протяжении фильма. Драган Антулов также подчеркнул слабость спецэффектов, но несмотря на все недостатки утверждал, что «сюрреалистичное сочетание средневекового и современного, подкрепленное саундтреком в стиле техно, доставит некоторое развлечение не очень требовательной публике» (англ. ... combination of medieval and modern, underlined with the use of techno soundtrack,is going to provide at least some entertainment to not too demanding audiences).
Карло Кавагна из «About Film» назвав фильм одним из категории «такой плохой, что почти хороший», а также «убогим пост-апокалиптическим обновлением древней сказки о Беовульфе» (англ. a cheesy post-apocalyptic update of the ancient tale of Beowulf), написал свой ироничный перевод некоторых строф оригинальной поэмы для ознакомления читателя со сценарием фильма.
Натан Шумэйт из Cold Vusion назвал фильм «интересной попыткой реинтерпретации и перезагрузки мифа», подчеркнув при этом, что интересной была попытка, но не окончательный продукт. Критик похвалил сцену драки в начале фильма и завораживающую сцену, когда дети и женщины были заперты в убежище, и Грендель их растерзал, в то время как снаружи слышали только крики и рев. При этом критик добавил, что эта сцена не может «вытащить» все 90 минут фильма. Натан Шумэйт выделил много недостатков и странностей в фильме: надоедливый саундтрек в стиле техно на протяжении всего фильма; слабая реализация Гренделя, обработанного дешевыми CGI-эффектами; модный и звучащий современно чернокожий мальчик среди белых жителей, имеющих европейский акцент; неясная и необъяснённая окружающая обстановка фильма, что критик называет «самым всеохватывающим провалом фильма».
По словам главного редактора, критика и владельца сайта beyondhollywood.com, в этом фильме не найти ни логичной сюжетной линии, ни правдоподобного героя. Критик назвал сцены драк как «дающие право называть фильм хорошим», также сказал, что фильм имеет отличную сценографию. Из недостатков автор выделяет такие анахронизмы как, например, чрезмерно большой и тяжелый меч у Хротгара, слишком длинный меч Роланда. Саундтрек в стиле техно автор называет надоедливым и намекает на то, что он был скопирован с Mortal Kombat.
Данел Гриффин из «Film As Art» утверждал, что «есть моменты, где фильм выражает высокое уважение к поэме и глубокое понимание её идей. Однако есть другие моменты, которые кажутся настолько абсурдными и нелепыми, что мы сомневаемся, читали ли её писатели, Марк Лиахи и Дэвид Чаппе, саму поэму». В конце своего анализа, критик подводит итог: «Фильм в лучшем случае заурядный. Окружение и часть сюжета изумительны, но в целом остаётся впечатление „бедного кино“: низкий бюджет, слабая игра актёров (всех кроме Ламберта и Коттона), ненужные побочные любовные сюжетные линии, паршивые диалоги, отвлекающий саундтрек в стиле техно, боевые сцены с плохой хореографией и любопытно ироничный тон (фильм иногда напоминает пародию на „The Good, the Bad, and the Ugly“) в конце концов делают фильм менее похожим на серьёзную адаптацию Беовульфа и более похожим на дешёвый „Mortal Kombat“».
Кейт Фиппс из A. V. Club замечает, что некоторая мысль, если не достаточное количество денег, была вложена в техническую постановку фильма, но креативной энергии не хватило на все остальные компоненты фильма. Критик замечает, что речь Кристофера Ламберта напоминает древнеанглийский язык. Отмечается, что фильм не лишён проблем: после того, как Грендель убил женщин и детей, запертых в помещении, реакция их друзей и родственников была больше похожа на сдавленный гнев, чем на ужас и страдание.
Джон Неттлс из PopMatters в своей рецензии на фильм «Беовульф» сделал замечание, что заказчики зря потратили деньги, заказав ему эту рецензию. Критик замечает многие расхождения фильма от оригинала. Так, в оригинальной поэме Беовульф побеждает Гренделя голыми руками, а не оружием. Критик пишет о том, что герой должен быть исполином. Дважды Неттлс указывает на то, что в фильме применяются не датские имена (Роланд — французское, Уил — английское).

## Награды и номинации

### Номинации
| Премия «Video Premiere Award»                       | Премия «Video Premiere Award» |
| --------------------------------------------------- | ----------------------------- |
| 2001                                                |                               |
| Лучшая работа художника-постановщика (Ben Zeller)   |                               |
| Лучшая работа оператора (Christopher Faloona)       |                               |
| Лучшие видео-эффекты (Alison Savitch, Jerald Doerr) |                               |